# Інститут Енріко Фермі
Інститут ядерних досліджень (англ. The Institute for Nuclear Studies) — заснований у вересні 1945 року як частина Чиказького університету під керівництвом Семюеля Кінга Еллісона як директора. 20 листопада 1955 року його було перейменовано в Інститут ядерних досліджень Енріко Фермі (англ. The Enrico Fermi Institute for Nuclear Studies). У січні 1968 року назва була скорочена до Інституту Енріко Фермі (EFI).
Фізик Енріко Фермі брав активну участь у заснуванні інституту, і саме на його прохання Еллісон обійняв посаду першого директора. Окрім Фермі та Еллісона, початковий факультет включав Гарольда К. Юрі, Едварда Теллера, Джозефа Е. Майєра та Марію Гепперт Майєр.

## Дослідницька діяльність
- Теоретична та експериментальна фізика елементарних частинок;
- Теоретична та експериментальна астрофізика і космологія;
- Загальна теорія відносності;
- Електронна мікроскопія;
- Іонна мікроскопія та мас-спектрометрія вторинних іонів;
- Анідольна оптика та концентрація сонячної енергії;
- Геохімія, космохімія та ядерна хімія.

## Відомий персонал
- Герберт Л. Андерсон, фізик-ядерник
- Джеймс Кронін, Нобелівський лауреат з фізики
- Енріко Фермі, Нобелівський лауреат з фізики
- Ріазуддін, фізик-ядерник
- Роберт Герох, загальний релятивіст
- Джеймс Хартл, загальний релятивіст
- Крейг Хоган, астроном
- Фахім Хусейн, теоретик струн
- Лео Каданов, фізик конденсованих систем
- Едвард Колб, космолог
- Уіллард Ліббі, хімік
- Еміль Мартінец, теоретик струн
- Джозеф Едвард Маєр, хімік
- Марія Гепперт-Маєр, лауреат Нобелівської премії з фізики
- Намбу Йоїтіро, Нобелівський лауреат з фізики
- Марсель Шейн, фізик космічних променів
- Джон Олександр Сімпсон, фізик ядерних і космічних променів
- Едвард Теллер, фізик-ядерник, батько водневої бомби
- Майкл Тернер, космолог
- Гарольд К. Юрі, Нобелівський лауреат з хімії
- Карлос Е. М. Вагнер, феноменолог частинок
- Роберт М. Вальд, загальний релятивіст
- Грегор Вентцель, квантовий фізик